# Excelsior Springs
Excelsior Springs è una città degli Stati Uniti d'America che fa parte delle contee di Clay e Ray, nello Stato del Missouri.

## Geografia fisica
La sua superficie è di 25,5 km², di cui 0,1 km² di acque interne.
Situata sull'East Fork Fishing River, approssimativamente ad un un'altitudine di 268 metri sul livello del mare.

## Popolazione
Al censimento dell'United States Census Bureau del 2000, la sua popolazione era di 10.847 abitanti. Nel 2007, tale cifra era stimata a 11.840 unità.

## L'Elms Hotel
L'ottocentesco Elms Hotel (nell'immagine in alto a destra) è stato ricostruito per due volte dopo essere andato distrutto a causa di incendi. Riedificato per l'ultima volta nel 1912, è uno degli edifici più conosciuti di Excelsior Springs (da Reflections of Excelsior Springs: A Pictoral History of Excelsior Springs, Missouri pubblicato nel 1992)